# Vermelho Novo
Vermelho Novo é um município brasileiro do estado de Minas Gerais. Localiza-se na Zona da Mata Mineira, estando cerca de 266 km da capital Belo Horizonte.
A vegetação do município predomina a mata Atlântica. Em relação à frota automobilística, em 2014 foram contabilizados 2.261 veículos. Possui uma taxa de urbanização da ordem de 40%. A saúde pública do município conta com uma unidade básica de saúde (UBS) e duas equipes do programa de saúde da família (PSF). 
Vermelho Novo foi emancipado de Raul Soares, pela lei nº 12.030, de 22 de dezembro de 1995. A economia do município baseia-se fortemente no cultivo do café, sendo este um uma de suas principais atividades agrícolas. O município conta com diversas manifestações culturais, como a tradicional festa do vermelhense ausente e as festas de tradições religiosas.

## Toponímia
O nome Vermelho Novo é derivado das águas do rio que corta a cidade. Devido à coloração avermelhada de suas águas o ribeirão recebeu o nome de "vermelho". Algumas pessoas afirmam que essa coloração era provocada pela terra vermelha muito presente na bacia, outros dizem que as águas do rio tinham essa coloração avermelhada devido as folhagens das árvores que caiam em seu leito. Por já existir um arraial as margens do mesmo rio, denominado de Arraial de São Francisco do Vermelho (hoje distrito Raul-soarense de Vermelho Velho) com o surgimento de um novo vilarejo às margens do mesmo rio, chamaram então de arraial do Vermelho Novo.[carece de fontes?]

## História

### Origens e pioneirismo

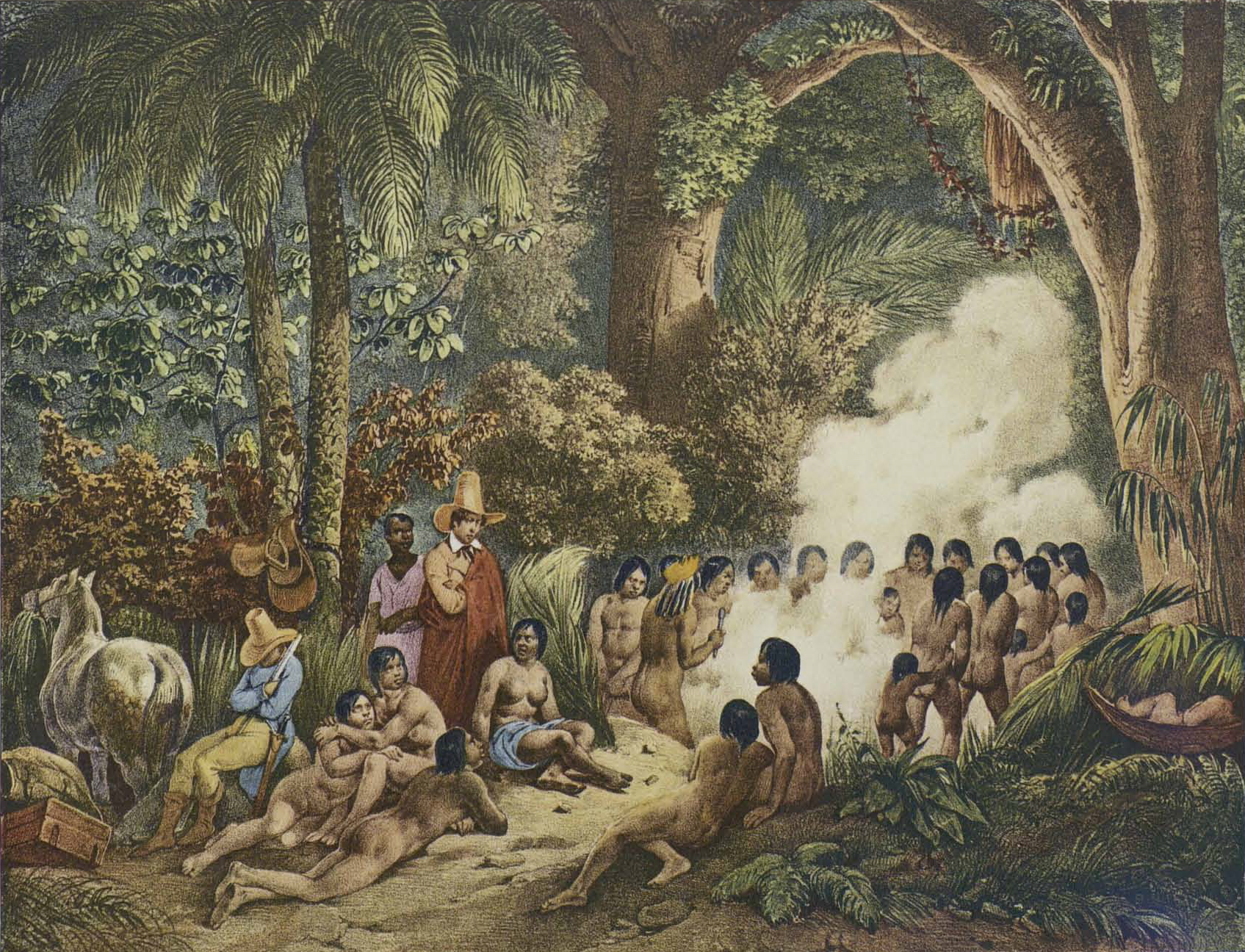
Índios puris, primeiros habitantes da região de Vermelho Novo.

A região onde hoje se encontra Vermelho Novo, assim como todas da Zona da Mata Mineira, começaram a ser desbravadas em meados do século XVIII, a partir da decadência do ciclo do ouro na região central do estado, despertando o interesse dos colonos pelas terras pouco exploradas da zona da mata mineira. Os primeiros habitantes da região foram os índios Puris, que habitavam também, além de parte de Minas Gerais, áreas dos atuais estados de São Paulo, Rio de Janeiro e Espírito Santo.
Existem duas versões a respeito da formação e povoamento de Vermelho Novo. 
A mais difundida e aceita entre os habitantes da cidade, é de que ela foi fundada em meados do século XIX, pela família Pinto, que vieram para esta região oriunda do município de Guarani, sendo então os primeiros colonos e moradores da região que posteriormente com a vinda de outros, viria a formar o povoado de Vermelho Novo. Há fontes ( http://memoria.bn.br/pdf/761907/per761907_1936_00270.pdf) relatando que João Pinto da Silva, foi quem, por volta de 1864, desbravou e doou ao patrimônio do arraial o lugar onde hoje se edifica este risonho recanto.
Outra teoria, menos conhecida, é de que o povoamento de Vermelho Novo surgiu a partir da construção de uma capela dedicada a Nossa Senhora da Conceição, por um padre, do então arraial do Vermelho (atual distrito de Vermelho Velho), vindo os primeiros moradores a firmarem residência perto da pequena igreja, construída próximo ao Ribeirão vermelho. Devido ao fato de já existir as margens do ribeirão que da nome a cidade, um povoado com o nome de São Francisco do Vermelho (Vermelho Velho), o novo povoado fundado mais perto à nascente do rio, veio a ficar conhecido como povoado de Vermelho Novo.
Ao passar do tempo, o povoado cresceu, aumentando consideravelmente o número de moradores, oriundos de outras cidades, e também imigrantes italianos instalados na cidade no final do século XIX. Pertenceu inicialmente ao município de Manhuaçú, em 12 de maio de 1890 foi criado o distrito de Vermelho Novo e  incorporado ao município de Caratinga, vindo a ter seu primeiro vereador distrital, o padre italiano Raphael Paoliello, eleito em 1915.  Posteriormente o distrito passou a pertencer ao município de Matipó, e por fim a Raul Soares em 7 de setembro de 1923 até a data de sua emancipação.
O meio de transporte de bens e mercadoria em vermelho novo, assim como era característico daquela época, dava-se exclusivamente por meio dos tropeiros, que levavam, e traziam, mercadorias, alimentos e especiarias ao povoado. Vermelho Novo, assim como várias outras cidades da região, teve facilitado seu acesso, tanto de pessoas, quanto de mercadorias, a partir, da inauguração da estrada de ferro Leopoldina, inaugurada a estação de Vermelho Velho em 1930, distando cerca de 12 km de vermelho novo.

### Emancipação
O sonho da emancipação do então distrito de Vermelho Novo iniciou bem cedo, ainda com o saudoso padre Manoel Moreira de Abreu, (importante personalidade de Vermelho Novo e considerado milagreiro por muitos habitantes da cidade). Padre Manoel lutou incansavelmente para a emancipação política, sendo assim o primeiro passo para o progresso. O sonho não foi alcançado pelo padre, mas anos depois, um grupo de pessoas reavivou o desejo de liberdade. No ano de 1995, devido à lei que permitia a criação de novos municípios, uma comissão emancipacionista, encabeçada pelo padre Silas de Barros, pároco da cidade na época, formou-se um mutirão de pessoas envolvidas no trabalho, e processos começaram a ser encaminhados à Assembleia e ao Governo de Minas Gerais em Belo Horizonte, vindo o distrito a tornar-se município pela lei de nº 12.030 em 21 de dezembro de 1995, instalando-se em 1997.

#### A luta da emancipação
Em meados de 1995 estava acontecendo em todo país, uma corrida emancipacionista. Só no estado de Minas Gerais quase cem distritos, tinham processos protocolados a partir da criação do projeto de lei em 1995 que permitiria a criação de novos municípios. A partir da possibilidade do desmento, reavivou-se entre os cidadãos vermelhenses o sonho da emancipação. Assim como citado pelo senhor Jorge Pires, presidente da comissão emancipacionista.
"O sonho reavivou durante um encontro com o bispo Dom Hélio lá em Vermelho Velho, ele perguntou o por quê que Vermelho Novo também não lutava para emancipar, foi ai que iniciamos com muito entusiasmo o processo para emancipação"  Jorge Pires
Sob a liderança do Padre Silas foi formada a comissão de emancipação elegendo presidente, secretários, tesoureiros e fiscais. Formada a comissão começou a corrida, a área urbana não possuía o número mínimo de 400 casas exigido a época para a criação do município, foi então que dezenas de pessoas ajudaram a formar um grande mutirão, para a construção de cerca de 80 casas faltantes. Além disso pesava o fator econômico, assim como enfatizado por Dona Áurea, que foi secretária da comissão.
"O que salvou o processo na questão financeira foi a empresa de extração de Caolim, que operava no distrito e gerava renda e mais de 100 empregos para a comunidade" Dona Áurea 

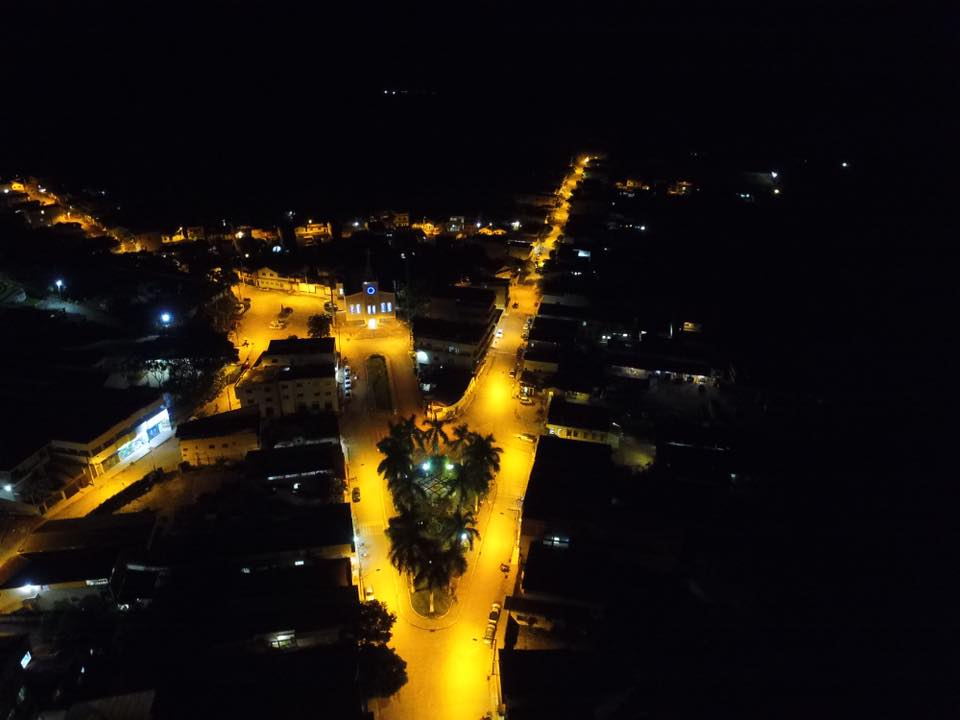
Vista noturna da região central de Vermelho Novo.

Elaborada a formulação do processo de emancipação do distrito, veio a tornar-se município independente em 21 de dezembro de 1995 pela lei de nº 12.030, assinada pelo governador interino, Agostinho Patrus (presidente da assembleia legislativa).

### Atualidade
Vermelho Novo alcançou considerável desenvolvimento, desde sua emancipação política, ocorrida em 1995. A expansão da área urbana da cidade, desenvolvimento agrícola, obras de infraestrutura urbana e rural, construções de escolas e mais recentemente a pavimentação asfáltica ligando o município à rodovia MG-329. Entretanto o município, assim como é comum entre pequenas cidades, sofre com algumas carências, sobretudo a de  fontes geradoras de emprego,  o que é um grande empecilho ao crescimento da cidade.

## Geografia

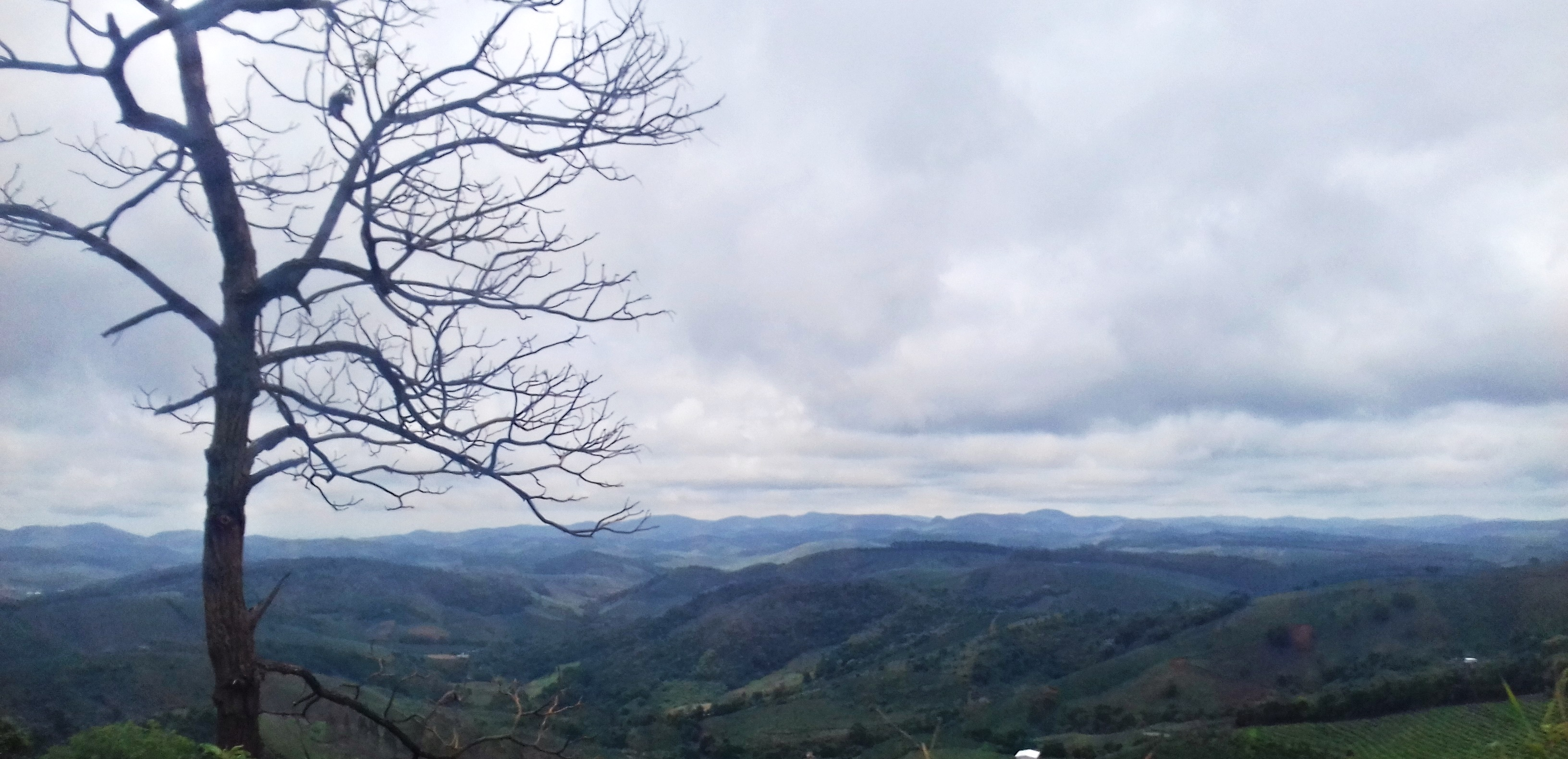
Vista do município de Vermelho Novo, do alto da serra Mãe de Deus.

O município está situado próximo ao paralelo 20º02'10'' sul e do meridiano 42º16'01'' oeste. A área total do município é de 115 km², de acordo com o Instituto Brasileiro de Geografia e Estatística (IBGE).

### Clima
O clima característico é o tropical de altitude, o município apresenta uma temperatura média anual de 18,8°C, sendo a temperatura máxima média de 25,9 °C, e a temperatura mínima média de 12,4 °C. As estações do ano são relativamente bem definidas: o inverno é ameno, e o verão, moderadamente quente e chuvoso. Outono e primavera são estações de transição. O inverno costuma ser rigoroso com temperaturas relativamente baixas principalmente durante as madrugadas, podendo chegar a 5 °C, nas madrugadas dos meses de junho e julho, durante o inverno dias com excessiva nebulosidade às vezes fazem com que as temperaturas permaneçam muito baixas, mesmo durante a tarde, sendo que o frio durante as noites pode se estender até o mês de outubro.  A precipitação média é de aproximadamente 1.340 milímetros (mm) anuais concentrados principalmente no verão, com estação chuvosa de outubro a abril (1.208 mm) e outra seca de maio a setembro (132mm) sendo julho o mês mais seco (10 mm) e dezembro o mais chuvoso (283 mm).

### Ecologia e meio ambiente
Vermelho Novo está localizado no país de maior biodiversidade do planeta. A vegetação nativa do município pertence ao domínio florestal Atlântico (Mata Atlântica), dominando trechos de Mata Atlântica de montanha, onde destacam-se árvores como a Embaúba (Cecropia obtusifolia), o Jacarandá (Dalbergia nigra), a Braúna (Schinopsis brasiliensis) e o Palmito-doce (Euterpe edulis). Porém, devido à exploração nos períodos colonial e imperial e, atualmente com as atividades de agricultura e pecuária, grande parte da cobertura vegetal nativa foi destruída, dando lugar às grandes plantações de café, e outras culturas, ou pastagens para o gado. O Jequitibá (Lecitidáceas) é também uma árvore típica dessa região, porém encontra-se ameaçada, o maior, e mais antigo Jequitibá que se tem noticia no município de Vermelho Novo, está localizada em uma área de mata atlântica preservada no alto da serra Bonita (parte da serra do sudário) e que se estima ter mais de 400 anos.
Segundo dados da prefeitura municipal, o município conta com o programa, "AMBIENTE NOVO", que teve início em 2017 e que inclui projetos como "Renascer das águas”, o "Abraço das Matas”, o “Nossas águas nosso espelho" e o "Lixo Verde". O primeiro foca na recuperação e cercagem de nascentes, bem como na construção de "barraginhas" que aumentam a penetração da água no solo e diminui consideravelmente o assoreamento dos córregos. O segundo foca no reflorestamento de áreas degradadas e áreas de APP's. O terceiro prioriza o tratamento de esgoto no meio rural e urbano com previsão de universalização em 2020. O quarto e não menos importante tem prioridade na gestão dos resíduos sólidos com construção de Usina de Triagem de Lixo, implantação de coleta seletiva e destinação final adequada aos resíduos sólidos urbano e rural. O município também conta com um importantíssimo projeto de Educação Ambiental denominado "Traçado Verde" que teve início em 2017 e busca em primeiro momento atenção aos alunos das Escolas Estadual e Municipal e posteriormente a comunidade vermelhense,  numa integração entre poder público, Escola e comunidade em prol do Meio Ambiente. 
Na fauna vermelhense é comum observar animais típicos de sua vegetação nativa, como o Gato-do-mato (Leopardus tigrinus), Tatu ( Dasypodinae, principalmente o tatu-galinha e o tatu testa de ferro), Paca (Cuniculus paca), Capivara (Hydrochoerus hydrochaeris), Coleirinho (Sporophila Caerulescens) Sabiá-laranjeira (Turdus rufiventris), Sanhaço (Thraupidae), Tico-tico (Zonotrichia capensis), Rolinha (Columbinae), Periquito (Psittacidae), Bem-te-vi (Pitangus sulphuratus), soldadinho-topete-vermelho (Laneo pileatus), pardal (Passer domesticu), Maritacas (Psittacidae pionus), além de algumas espécies de aves de rapina, dentre outros.

## Demografia
| Evolução populacional de 2000 a 2010. | Evolução populacional de 2000 a 2010. |
| ------------------------------------- | ------------------------------------- |
| ano                                   | população                             |
| 2000                                  | 4.572                                 |
| 2007                                  | 4.551                                 |
| 2010                                  | 4.689                                 |
| 2014                                  | 4.883                                 |

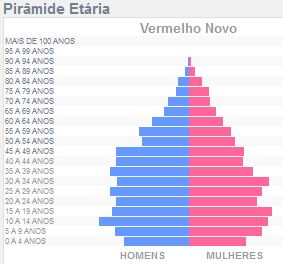
Fonte: IBGE: Censo demográfico de 2010.

A população do município em 2022, de acordo com o IBGE, era de 4 899 habitantes.
O Índice de Desenvolvimento Humano do município (IDHM) é considerado médio, de acordo com dados do Programa das Nações Unidas para o Desenvolvimento,  este índice estabelece que  quanto mais próximo de 1 melhor o nível de desenvolvimento, e quanto mais próximo de zero pior o nível de desenvolvimento, assim segundo dados  do relatório de 2010, divulgados em 2013, o valor do IDHM do município era de 0,612. Considerando-se apenas o índice de longevidade, seu valor é de 0,790, o valor do índice de renda é de 0,610 e o de educação é de 0,475. A incidência de pobreza, em 2003, era de 20,16%.  Neste mesmo ano o índice de Gini do município, que mede a desigualdade social, era de 0,35.
Segundo dados do senso populacional IBGE 2010, entre as pessoas com 10 ou mais anos de idade, 1.759 tinham rendimento nominal mensal de até 1 salário mínimo, 525 recebiam entre 1 a 2 salários mínimos, 169 de 2 a 5 salários mínimos, 26 pessoas de 5 a 20 salário mínimos e 8 pessoas com rendimento nominal mensal de mais de 20 salários mínimos. 

### Etnias e migração

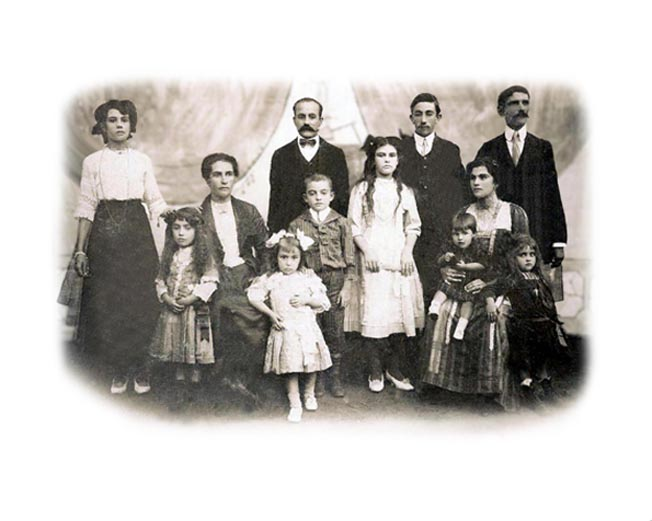
Família de imigrantes italianos em Vermelho Novo em 1913.

Vermelho Novo,assim como todas as cidades brasileiras, é uma cidade multirracial, fruto da miscigenação gerada a partir dos vários povos que deram origem nossa sociedade. O seu povoamento foi efetuado de forma gradual, vieram brancos, negros e mestiços de diversas origens e que contribuíram para a sua diversidade étnico cultural.
Em relação à região de nascimento, 4.676 eram nascidos na Região Sudeste (99,72%), 6 no Nordeste (0,13%) e 7 no Sul (0,15%), neste ano o município não possuía nenhuma pessoa natural das regiões norte e centro-oeste. Já a alguns anos, constata-se um grande êxodo de pessoas, principalmente jovens entre 18 e 30 anos de idade, que deixam o município indo para outras cidades maiores, como Caratinga, Manhuaçu, Ipatinga, Governador Valadares, Belo Horizonte e também para outras grandes cidades de outros estados como Rio de Janeiro e São Paulo, em busca de melhores oportunidades, tanto de emprego como de estudos. Não se sabe o número preciso desse processo migratório, mas tal fato tem feito com que a população da cidade tenha registrado pouco crescimento nos últimos 14 anos.

#### Passado
No passado, durante seu processo de formação, Vermelho Novo recebeu imigrantes italianos que vieram para o então arraial do Vermelho Novo no final do século XIX, época em que Minas Gerais assim como tantos outros estados do sul e sudeste do Brasil receberam um grande fluxo migratório italiano. O Sr. Próspero Paoliello, sua esposa Maria Elionora Boffa Paoliello e 4 de seus 5 filhos migraram para vermelho novo em meados de 1891, oriundos da cidade de Viggiano, região de Basilicata ao sul da península itálica, a convite de seu irmão, o padre Raphael Paoliello, que veio para o Brasil em meados de 1883, e que fixou residência em Vermelho Novo após ser designado para a paróquia de Vermelho Velho. Todos mantiveram rotina ativa na vida e na política de Vermelho Novo, vindo o  Padre. Raphael Paoliello a ser eleito mais tarde, em 1915 o primeiro vereador distrital de vermelho novo, no mesmo ano o Sr Francisco Antônio Paoliello, que chegou ainda jovem ao Brasil, segundo filho mais velho de Prospero Paoliello, foi condecorado Major da Guarda Nacional e  eleito o primeiro Juiz de Paz de Vermelho Novo.

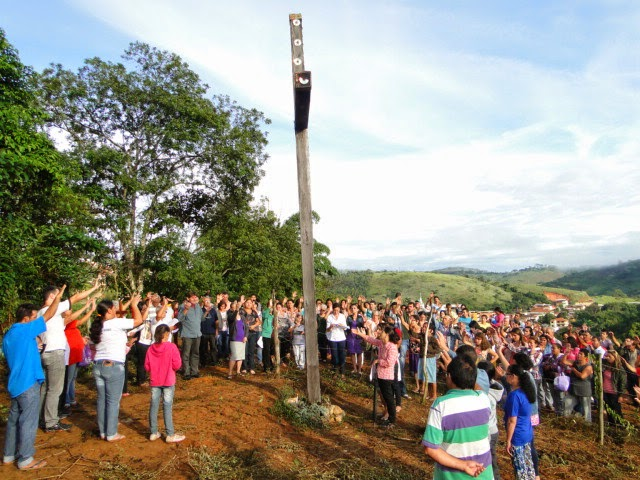
Cruzeiro do Alto do Bairro Nossa Senhora das Graças

### Religião
Vermelho Novo desenvolveu-se sobre uma matriz eminentemente católica, possuindo até os dias de hoje uma população predominantemente desta religião, oque a faz, segundo censo 2010 do IBGE, ser a 111º cidade com maior número percentual de católicos do Brasil. É possível encontrar atualmente na cidade, algumas denominações protestantes, embora estes sejam minoria.
De acordo com dados do Instituto Brasileiro de Geografia e Estatística (IBGE), em 2010 a população de Vermelho Novo era composta de 4.464 católicos (95,20%), 206  protestantes de várias denominações (4,4%), 16 pessoas declararam não ter religião (0,34%) e 3 seguiam outras religiosidades (0,07%).

#### A Igreja Católica Apostólica Romana

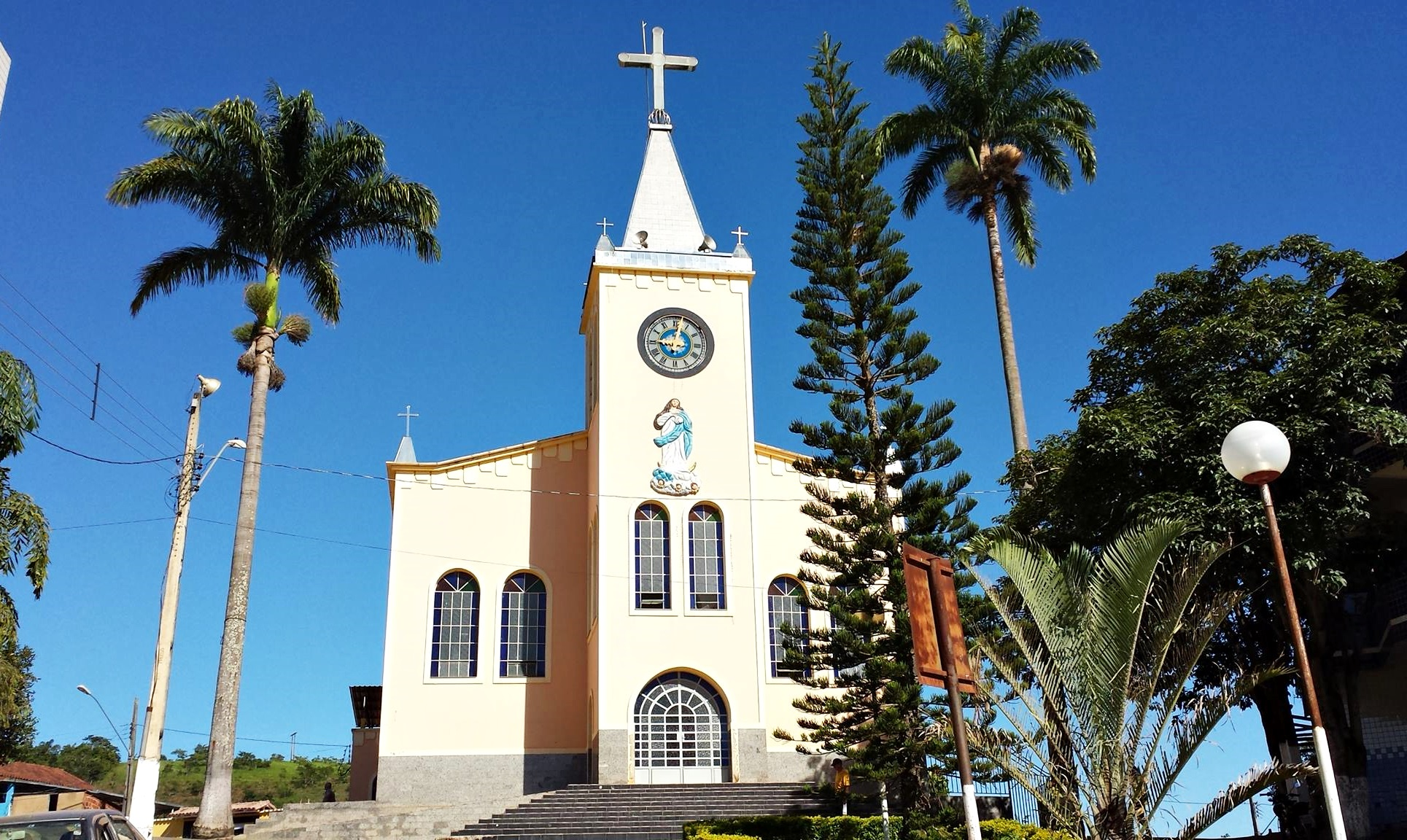
Igreja Matriz Nossa Senhora da Conceição, no centro de Vermelho Novo.

A Igreja Católica inclui o território do município de Vermelho Novo e do distrito de Sant’Ana do Tabuleiro, no município de Raul Soares, formando a Paróquia Nossa Senhora da Conceição, criada em 18 de maio de 1955.
A Paróquia é subordinada a Diocese de Caratinga, abrange uma população total de 7.724 pessoas. Além da igreja Matriz de Nossa Senhora da Conceição, localizada no centro da cidade, possui em torno de 31 igrejas e capelas, sendo 2 na cidade, a Igreja de Santo Antônio, e a Capela de São Vicente, e as demais na área Rural e no distrito de Sant’Ana do tabuleiro. A Igreja Católica reconhece como padroeira da cidade Nossa Senhora da Conceição, cuja festa é comemorada em 8 de dezembro, data que é feriado municipal.
Destaca-se ao longo da história de Vermelho Novo párocos que tiveram grande participações nas causas locais, como o Pe. Raphael Paoliello, sendo este seu primeiro vereador distrital em 1915, Pe. Silas Paula Barros, que teve ativa participação no processo de emancipação do município, e o saudoso Pe. Manoel Moreira de Abreu, conhecido em toda a região pela fama de milagreiro, existindo na cidade uma Escola e uma praça que levam seu nome.

## Economia
No Produto interno bruto de Vermelho novo destacando-se a área de prestação de serviços e agricultura, já que o município não possui nenhuma indústria de grande porte implantada. Nos dados do IBGE de 2012, o município possuía um PIB de R$ 42.175 mil. Desse total, 672 mil são de impostos sobre produtos líquidos de subsídios. O PIB per Capita era de R$ 8,960,11.

### Setor primário
A agricultura tem grande importância na economia de Vermelho novo. De todo o PIB da cidade, 17.604 mil reais é o valor adicionado bruto da agropecuária. Segundos dados do IBGE 2013 destacam-se no município a produção agrícola as lavouras permanentes, sendo principal o café (3.461 toneladas) em uma área de 3.605 hectares plantados, e banana (450 toneladas). Em lavouras temporárias o município produz arroz (104 toneladas), feijão (234 toneladas) mandioca (236 toneladas), milho (1.680 toneladas), cana-de-açúcar (2.530 toneladas) e tomate (225 toneladas).
Segundo o IBGE em 2014 o município possuía um rebanho de 3.521 bovinos, 68 caprinos, 1.933 suínos, 132 equinos,7.166 galináceos , Em 2014 a cidade produziu 1.565 litros de leite de 1.118 vacas ordenhadas, 3.178 kg de mel de abelha. Foram produzidos 20 mil dúzias de ovos de galinha.

### Setor secundário
Do PIB total da cidade, 3.264 mil são da indústria, este valor representa 7,74% do total do PIB, que já chegou a ser de 17 % em anos anteriores. Atualmente o setor industrial da cidade é formado de pequenas empresas. Até o ano de 2008 a principal indústria da cidade, era a SERMIL SERVIÇOS DE MINERAÇÃO (mineradora de caulim), empresa do grupo da multinacional norte-americana UNIMIN CORPORATION, e que empregava grande número de pessoas na cidade e contribuía fortemente com a economia local, mas que veio a fechar as portas, em decorrência de complicações financeiras causadas pela crise econômica mundial de 2008.

### Setor terciário
20.635 mil do PIB de Vermelho Novo são de prestação de serviços. O setor terciário atualmente é a maior fonte geradora do PIB vermelhese. De acordo com o IBGE, a cidade possuía no ano e 2013, 649 pessoas ocupadas  sendo 355 o pessoal ocupado total e 294 ocupado assalariado. Salários juntamente com outras remunerações somavam 4.787 mil reais e o salário médio mensal de todo município é de 1,8 salários mínimos.

## Estrutura urbana

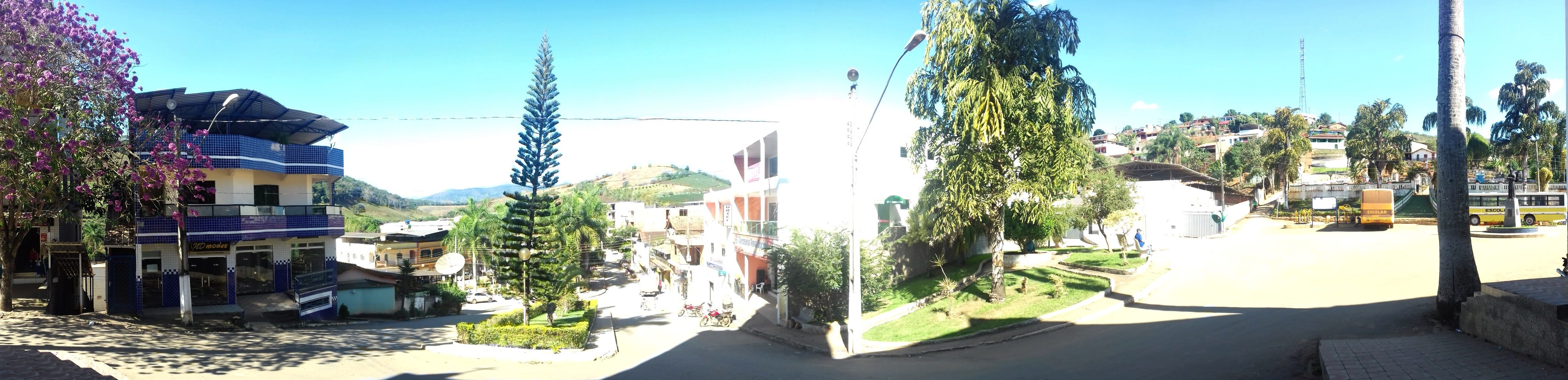
Panorâmico praça Professor Silveira e praça P.e Manoel M. de Abreu à direita.

O município conta com uma infraestrutura característica das pequenas cidades brasileiras. No ano de 2010, tinha 1.753 domicílios entre apartamentos, casas, e cômodos, e 67 edificações em construção. O município conta com água tratada, energia elétrica, esgoto, limpeza urbana, telefonia fixa e telefonia celular. Em 2000, 98,60% dos domicílios urbanos eram atendidos pela rede geral de abastecimento de água;  74,12% das residências urbanas possuíam rede geral de coleta de esgoto ou pluvial e 100% dos domicílios urbanos dispunham de coleta de lixo.

### Saúde
Os serviços de saúde de vermelho Novo, tanto público quanto privado, disponível, são atendimentos básicos, sendo necessário o deslocamento a outras cidades maiores para atendimentos mais complexos e especializados. O município não possui unidade de atendimento de urgência e emergência nem leito hospitalar e de maternidade sendo a população de vermelho Novo atendida principalmente no hospital e maternidade nossa Senhora Auxiliadora em Caratinga.
O município conta com alguns poucos estabelecimentos privados de saúde, como farmácias, clinicas odontológicas, e fisioterápicas. O Índice de Desenvolvimento Humano (IDH) de Vermelho Novo é de 0,612 segundo dados do PNUD/2010 o IDH da longevidade é de 0,790 (o brasileiro é 0,638).

### Educação

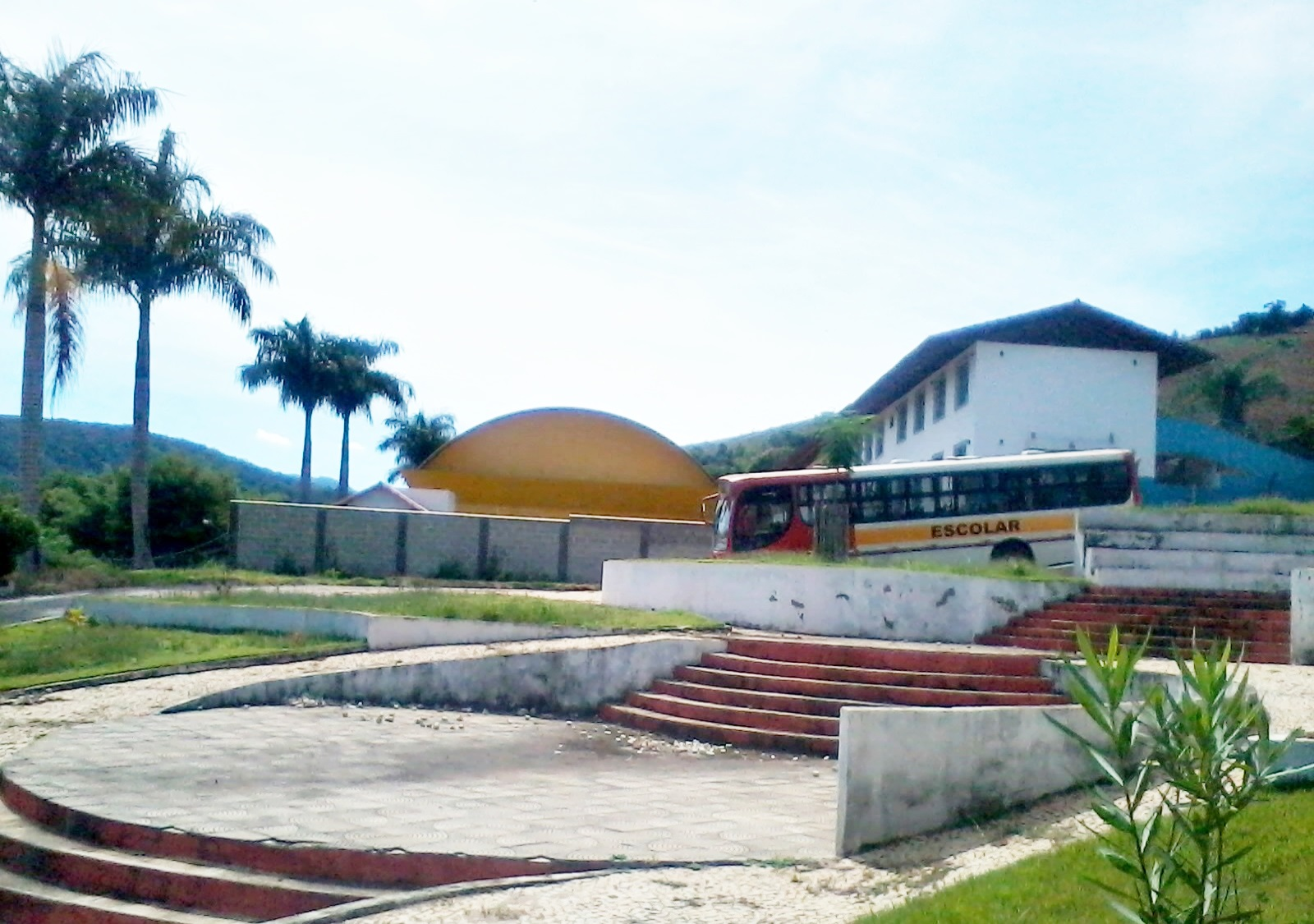
Escola Municipal Pe Manoel M. de Abreu, no bairro N.S das Graças.

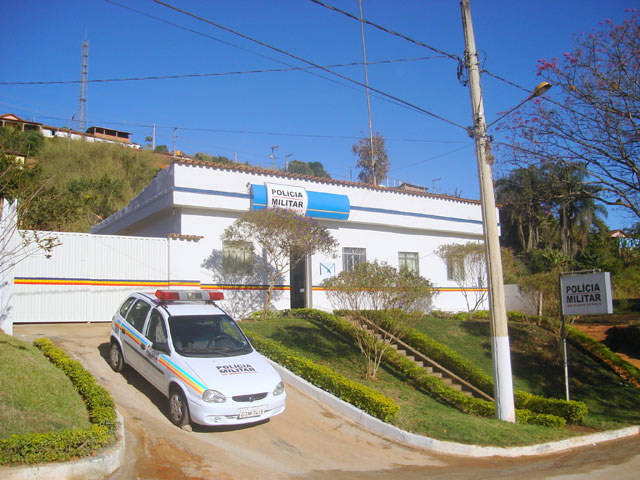
Destacamento de Polícia em Vermelho Novo

O ensino básico no município se da exclusivamente através da rede pública, a cidade possui 1 creche de atendimento integral e 2 estabelecimentos de educação básica, a E.M Pe Manoel M. de Abreu, mantida pelo município e que oferece o primário (pré-escolar) e ensino fundamental até o 5º ano (antiga 4ª série), e a E.E Farmacêutico Soares, mantida pelo estado e que oferece os anos finais do fundamental, do 6º ao 8º ano (antigas 5ª e 8ª série) e o ensino médio. Ao total, são 1.115 matrículas e 66 docentes registrados. Vermelho Novo não possui nenhuma instituição de nível superior, sendo que  neste caso o acesso se da principalmente através de instituições localizadas na cidade de Caratinga, como o Centro Universitário de Caratinga UNEC, e a Faculdades Integradas de Caratinga, existem ainda, diversos estudantes na Universidade Federal de Viçosa UFV, Universidade Federal de Ouro preto UFOP, e Universidade Federal de Minas Gerais UFMG.
A taxa de analfabetismo indicada pelo último censo demográfico do IBGE/2010 entre a população maior de 15 anos foi de 13,56%, nota-se que o analfabetismo vem se reduzindo ao longo dos últimos anos, ao passo de que  no ano 2000 era de 16,49%,(no Brasil, a taxa de analfabetismo é de 9,37 %). Entre os cidadãos vermelhenses a menor taxa de analfabetismo é encontrada na população de 15 a 24 anos de idade (2,24%) valor este bem próximo da média brasileira que é de 2,21% , já a maior taxa, está na população acima de 60 anos, com uma média de 30,82% de analfabetos, sendo esse valor acima da media brasileira que foi de 26,17%.
Tomando-se por base o relatório do Índice de Desenvolvimento da Educação Básica (IDEB) de 2013 o município possui a nota de 5,5 nos anos iniciais do ensino fundamental, sendo a média nacional de 5.2 , e a média de 4,9 nos anos finais do ensino fundamental. Na classificação geral do Exame Nacional do Ensino Médio (ENEM) de 2014 o município figurou na posição número 1.504 no ranking estadual, entre 1.826 registros, com a nota média de 485,19.

### Segurança pública e criminalidade
Vermelho Novo, assim como muitos municípios brasileiros de pequeno porte, ainda usufrui de relativa tranquilidade e segurança, sendo abalada por vezes pela ocorrência de alguns furtos, principalmente na área rural do município. No ano de 2014, segundo dados do ministério da saúde, das mais de 5,5 mil cidades brasileiras, Vermelho Novo foi uma das 648, a passar mais de 5 anos sem registrar nenhum homicídio. Já em relação à taxa de óbitos por acidentes de transito, o índice foi de 21,24 para cada 100 mil habitantes em 2012, um pouco a baixo da média brasileira que foi de 23,10 óbitos para cada 100 mil habitantes naquele ano. A segurança pública do município é realizada pelo corpo da Polícia Militar de Minas Gerais, que realizam patrulhas periódica na  zona urbana e na zona rural. A cidade também é beneficiada com planos assistenciais nas áreas de vulnerabilidade e risco social, coordenadas pelo Centro de Referência de Assistência Social (CRAS).

### Transportes
No passado Vermelho Novo era servida pela Estrada de Ferro Leopoldina (primeira ferrovia do atual estado de Minas Gerais) através de uma estação localizada a 12 km da cidade, no distrito de Vermelho Velho. A estação foi inaugurada em 12 de fevereiro de 1931 e funcionou até meados da década de 80 (quando o trecho foi desativado), sendo neste período o principal acesso de pessoas e mercadorias à cidade. 

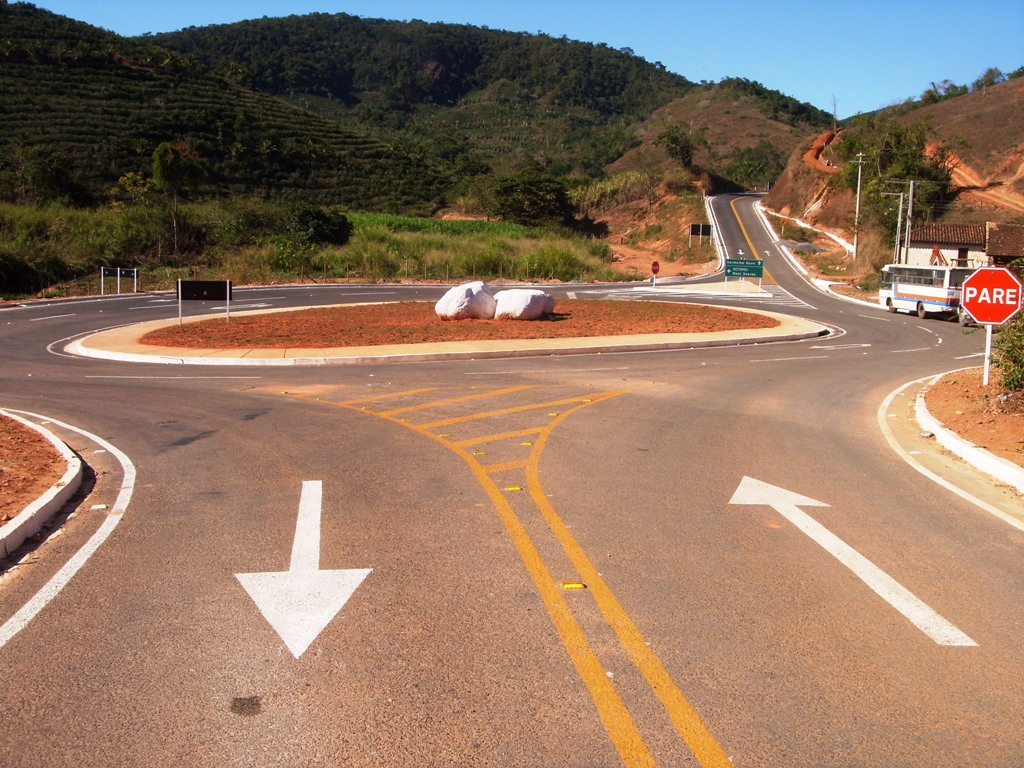
Rodovia que liga Vermelho Novo à MG-329, na altura do distrito de Vermelho Velho.

As principais rodovias as quais a cidade possui acesso são a MG-329 (estrada rodoviária estadual passando pelo município Caratinga, com acesso para Bom Jesus do Galho e cortando as cidades de Raul Soares, São Pedro dos Ferros, Rio Casca e encerrando-se em Ponte Nova) localizada a cerca de 12 km da cidade, com acesso por estrada totalmente pavimentada e em bom estado de conservação e sinalização, porém com muitas curvas acentuadas; e à BR-116 (a Rio-Bahia) distante 12 km da cidade cujo acesso se da por estrada de chão batido até a altura do distrito de Dom Corrêa no município de Manhuaçu.
A frota municipal no ano de 2014 era de 2.261 veículos, (uma média de aproximadamente um veículo para cada dois habitantes) sendo 760 automóveis, 105 caminhões, 1 caminhão trator, 151 caminhonetes, 12 micro-ônibus, 1.170 motocicletas, 11 motonetas, 27 ônibus, um trator de rodas e 6 outros não especificados. A cidade não possui grande fluxo de veículos nem grandes avenidas, entretanto conta com todas as ruas e praças pavimentadas.
O município não possui nenhum terminal rodoviário, o transporte intermunicipal se da através de linhas regulares de ônibus que ligam Vermelho Novo as cidades de Raul Soares e Caratinga (passando por Dom Corrêa, Santa Barbara do Leste e Santa Rita de minas) sendo o acesso a outras cidades e regiões através do terminal rodoviário de Raul Soares e Caratinga. Os aeroportos mais próximos da cidade são o aeroporto regional de Manhuaçu, à cerca de 39 km, e o aeroporto regional de Ubaporanga (conhecido como aeroporto de Caratinga) a cerca de 50 km. Por não possuir rios em abundância, o município não possui tradição no transporte hidroviário.

## Cultura

### Festas
A principal festa da cidade é a Festa do Vermelhense Ausente. Realizada em meados de julho desde 1954, reúne os vermelhenses que moram em outras cidades em uma grande confraternização. É considerada por muitos como a mais antiga festa realizada com a finalidade de reunir conterrâneos ausentes, e uma das de maior duração, 9 dias ao todo.
É realizado também o tradicional festival das mães, que ocorre sempre no sábado as vésperas do dia das mães; outra festa realizada na cidade, é a festa de emancipação, que ocorre geralmente nos meses de dezembro ou janeiro, esta porem menos tradicional, uma vez que não é realizada todos os anos.